# Danny Bejarano
Danny Bryan Bejarano Yañez (Santa Cruz de la Sierra, 3 gennaio 1994) è un calciatore boliviano, centrocampista del Nea Salamis e della nazionale boliviana.

## Carriera

### Club
Inizia la sua carriera calcistica nell'Oriente Petrolero, con la quale debutta il 4 marzo 2012 contro il Club Blooming. La prima rete da calciatore professionista avviene il 17 febbraio 2013 contro il San José. Nel'estate del 2015 viene acquistato dai greci del Panetolikos. Il debutto con i canarini avviene nella prima giornata di campionato contro il Panathīnaïkos, mentre la prima ammonizione la giornata successiva contro l'Asteras Tripolis.

### Nazionale
Dopo aver giocato nelle file della Nazionale U20 nel campionato sudamericano, nel 2013 viene convocato dalla Nazionale maggiore per partecipare a un'amichevole contro l'Haiti. Viene convocato dal c.t. Mauricio Soria per partecipare alla Copa América 2015. Il debutto nella competizione avviene nella partita conclusa 0-0 contro il Messico, rimediando un'ammonizione.

## Statistiche

### Presenze e reti nei club
Statistiche aggiornate al 15 maggio 2016.
| Stagione                 | Squadra                  | Campionato               | Campionato | Campionato | Coppe nazionali | Coppe nazionali | Coppe nazionali | Coppe continentali | Coppe continentali | Coppe continentali | Altre coppe | Altre coppe | Altre coppe | Totale | Totale |
| Stagione                 | Squadra                  | Comp                     | Pres       | Reti       | Comp            | Pres            | Reti            | Comp               | Pres               | Reti               | Comp        | Pres        | Reti        | Pres   | Reti   |
| ------------------------ | ------------------------ | ------------------------ | ---------- | ---------- | --------------- | --------------- | --------------- | ------------------ | ------------------ | ------------------ | ----------- | ----------- | ----------- | ------ | ------ |
| 2011-2012                | Oriente Petrolero        | LFPB                     | 6          | 0          | -               | -               | -               | CS                 | 1                  | 0                  | -           | -           | -           | 7      | 0      |
| 2012-2013                | Oriente Petrolero        | LFPB                     | 24         | 1          | -               | -               | -               | CS                 | 2                  | 0                  | -           | -           | -           | 26     | 1      |
| 2013-2014                | Oriente Petrolero        | LFPB                     | 35         | 1          | -               | -               | -               | CL+CS              | 2+2                | 0+0                | -           | -           | -           | 39     | 1      |
| 2014-2015                | Oriente Petrolero        | LFPB                     | 39         | 1          | -               | -               | -               | -                  | -                  | -                  | -           | -           | -           | 39     | 1      |
| Totale Oriente Petrolero | Totale Oriente Petrolero | Totale Oriente Petrolero | 104        | 3          |                 |                 |                 |                    | 7                  | 0                  |             |             |             | 111    | 3      |
| 2015-gen. 2016           | Panetolikos              | SLE                      | 9          | 0          | KE              | 2               | 0               | -                  | -                  | -                  | -           | -           | -           | 11     | 0      |
| gen. 2016-               | Bolívar                  | LFPB                     | 12         | 0          | -               | -               | -               | CL                 | 6                  | 0                  | -           | -           | -           | 18     | 0      |
| Totale                   | Totale                   | Totale                   | 128        | 3          |                 | 2               | 0               |                    | 13                 | 0                  |             |             |             | 140    | 3      |

### Cronologia presenze e reti in nazionale
| Cronologia completa delle presenze e delle reti in nazionale ― Bolivia | Cronologia completa delle presenze e delle reti in nazionale ― Bolivia | Cronologia completa delle presenze e delle reti in nazionale ― Bolivia | Cronologia completa delle presenze e delle reti in nazionale ― Bolivia | Cronologia completa delle presenze e delle reti in nazionale ― Bolivia | Cronologia completa delle presenze e delle reti in nazionale ― Bolivia | Cronologia completa delle presenze e delle reti in nazionale ― Bolivia | Cronologia completa delle presenze e delle reti in nazionale ― Bolivia |
| Data                                                                   | Città                                                                  | In casa                                                                | Risultato                                                              | Ospiti                                                                 | Competizione                                                           | Reti                                                                   | Note                                                                   |
| ---------------------------------------------------------------------- | ---------------------------------------------------------------------- | ---------------------------------------------------------------------- | ---------------------------------------------------------------------- | ---------------------------------------------------------------------- | ---------------------------------------------------------------------- | ---------------------------------------------------------------------- | ---------------------------------------------------------------------- |
| 6-4-2013                                                               | Santa Cruz de la Sierra                                                | Bolivia                                                                | 0 – 4                                                                  | Brasile                                                                | Amichevole                                                             | -                                                                      | 80’                                                                    |
| 14-8-2013                                                              | San Cristóbal                                                          | Venezuela                                                              | 2 – 2                                                                  | Bolivia                                                                | Amichevole                                                             | -                                                                      | 55’                                                                    |
| 7-9-2013                                                               | Asunción                                                               | Paraguay                                                               | 4 – 0                                                                  | Bolivia                                                                | Qual. Mondiali 2014                                                    | -                                                                      | 76’                                                                    |
| 16-10-2013                                                             | Lima                                                                   | Perù                                                                   | 1 – 1                                                                  | Bolivia                                                                | Qual. Mondiali 2014                                                    | -                                                                      | 46’                                                                    |
| 30-5-2014                                                              | Siviglia                                                               | Spagna                                                                 | 2 – 0                                                                  | Bolivia                                                                | Amichevole                                                             | -                                                                      | 64’                                                                    |
| 7-6-2014                                                               | Harrison                                                               | Grecia                                                                 | 2 – 1                                                                  | Bolivia                                                                | Amichevole                                                             | -                                                                      | 61’                                                                    |
| 7-9-2014                                                               | Fort Lauderdale                                                        | Bolivia                                                                | 0 – 4                                                                  | Ecuador                                                                | Amichevole                                                             | -                                                                      | 46’                                                                    |
| 10-9-2014                                                              | Commerce City                                                          | Bolivia                                                                | 0 – 1                                                                  | Messico                                                                | Amichevole                                                             | -                                                                      | 46’                                                                    |
| 7-6-2015                                                               | San Juan                                                               | Argentina                                                              | 5 – 0                                                                  | Bolivia                                                                | Amichevole                                                             | -                                                                      |                                                                        |
| 13-6-2015                                                              | Viña del Mar                                                           | Messico                                                                | 0 – 0                                                                  | Bolivia                                                                | Coppa America 2015 - 1º turno                                          | -                                                                      | 33’                                                                    |
| 15-6-2015                                                              | Valparaíso                                                             | Ecuador                                                                | 2 – 3                                                                  | Bolivia                                                                | Coppa America 2015 - 1º turno                                          | -                                                                      |                                                                        |
| 26-6-2015                                                              | Temuco                                                                 | Bolivia                                                                | 1 – 3                                                                  | Perù                                                                   | Coppa America 2015 - Quarti                                            | -                                                                      | 35’                                                                    |
| 18-11-2015                                                             | Asunción                                                               | Paraguay                                                               | 2 – 1                                                                  | Bolivia                                                                | Qual. Mondiali 2018                                                    | -                                                                      | 15’                                                                    |
| 24-3-2016                                                              | La Paz                                                                 | Bolivia                                                                | 2 – 3                                                                  | Colombia                                                               | Qual. Mondiali 2018                                                    | -                                                                      |                                                                        |
| 30-3-2016                                                              | Cordoba                                                                | Argentina                                                              | 2 – 0                                                                  | Bolivia                                                                | Qual. Mondiali 2018                                                    | -                                                                      | 46’                                                                    |
| 23-3-2017                                                              | Barranquilla                                                           | Colombia                                                               | 1 – 0                                                                  | Bolivia                                                                | Qual. Mondiali 2018                                                    | -                                                                      |                                                                        |
| 29-5-2018                                                              | Chester                                                                | Stati Uniti                                                            | 3 – 0                                                                  | Bolivia                                                                | Amichevole                                                             | -                                                                      | 79’                                                                    |
| 7-6-2018                                                               | Innsbruck                                                              | Corea del Sud                                                          | 0 – 0                                                                  | Bolivia                                                                | Amichevole                                                             | -                                                                      | 86’                                                                    |
| 9-6-2018                                                               | Graz                                                                   | Serbia                                                                 | 5 – 1                                                                  | Bolivia                                                                | Amichevole                                                             | -                                                                      | 80’                                                                    |
| 10-9-2018                                                              | Riyad                                                                  | Arabia Saudita                                                         | 2 – 2                                                                  | Bolivia                                                                | Amichevole                                                             | -                                                                      | 77’                                                                    |
| 13-10-2018                                                             | Yangon                                                                 | Birmania                                                               | 0 – 3                                                                  | Bolivia                                                                | Amichevole                                                             | -                                                                      | 80’                                                                    |
| 16-10-2018                                                             | Teheran                                                                | Iran                                                                   | 2 – 1                                                                  | Bolivia                                                                | Amichevole                                                             | -                                                                      | 66’                                                                    |
| 16-11-2018                                                             | Dubai                                                                  | Emirati Arabi Uniti                                                    | 0 – 0                                                                  | Bolivia                                                                | Amichevole                                                             | -                                                                      | 63’                                                                    |
| 20-11-2018                                                             | Dubai                                                                  | Iraq                                                                   | 0 – 0                                                                  | Bolivia                                                                | Amichevole                                                             | -                                                                      |                                                                        |
| 9-6-2021                                                               | Santiago del Cile                                                      | Cile                                                                   | 1 – 1                                                                  | Bolivia                                                                | Qual. Mondiali 2022                                                    | -                                                                      | 39’ 71’                                                                |
| 15-6-2021                                                              | Cuiabá                                                                 | Paraguay                                                               | 3 – 1                                                                  | Bolivia                                                                | Coppa America 2021 - 1º turno                                          | -                                                                      | 46’                                                                    |
| 18-6-2021                                                              | Cuiabá                                                                 | Cile                                                                   | 1 – 0                                                                  | Bolivia                                                                | Coppa America 2021 - 1º turno                                          | -                                                                      | 90’                                                                    |
| 24-6-2021                                                              | Cuiabá                                                                 | Bolivia                                                                | 0 – 2                                                                  | Uruguay                                                                | Coppa America 2021 - 1º turno                                          | -                                                                      | 46’                                                                    |
| 24-3-2023                                                              | Gedda                                                                  | Uzbekistan                                                             | 1 – 0                                                                  | Bolivia                                                                | Amichevole                                                             | -                                                                      | 69’                                                                    |
| 28-3-2023                                                              | Gedda                                                                  | Arabia Saudita                                                         | 1 – 2                                                                  | Bolivia                                                                | Amichevole                                                             | -                                                                      | 19’ 65’                                                                |
| 17-6-2023                                                              | Harrison                                                               | Ecuador                                                                | 1 – 0                                                                  | Bolivia                                                                | Amichevole                                                             | -                                                                      | 65’                                                                    |
| 17-10-2023                                                             | Asunción                                                               | Paraguay                                                               | 1 – 0                                                                  | Bolivia                                                                | Qual. Mondiali 2026                                                    | -                                                                      | 81’                                                                    |
| Totale                                                                 |                                                                        | Presenze                                                               | 32                                                                     |                                                                        | Reti                                                                   | 0                                                                      |                                                                        |